# Ґурміт Сінґг Куллар
Ґурміт Сінґг Куллар (1907 — 4 лютого 1992) — індійський хокеїст на траві.
Олімпійський чемпіон 1932 року.